# Ola Källenius
Sten Ola Källenius, född 11 juni 1969 i Västervik, är en svensk företagsledare. Han är VD och chef för ledningsgrupen för Mercedes-Benz Group (Vorstandsvorsitzender der Mercedes-Benz Group). Han är den första icke-tysken att ha de uppdragen.
Han är barnbarn till Sten Källenius.[källa behövs]

## Utbildning
Källenius har en masterexamen i International Management från Handelshögskolan i Stockholm och en masterexamen i finans från Sankt Gallens universitet.

## Karriär
Källenius började arbeta hos Daimler-Benz AG redan 1993, där han anställdes inom avdelningen för "International Junior Research Group".
2010 tog han över ordförandeposten i Mercedes-AMG GmbH, vilken han sedan lämnade över till Tobias Moers den 1 oktober 2013. Sedan 2013 har Källenius varit styrelseordförande på Mercedes-Benz Cars och ansvarig inom försäljningsområdet. Han invaldes i Daimler AG:s styrelse den 1 januari 2015. Han efterträder Thomas Weber som tidigare varit ansvarig för "Group Research and Mercedes-Benz Cars Development". Britta Seeger efterträdde Källenius som styrelseledamot på Mercedes-Benz Cars Sales. Den 22 maj 2019 blev Källenius ordförande i ledningsgruppen för Daimler AG. Den 1 december 2020 invaldes Källenius som internationell ledamot i Kungl. Ingenjörsvetenskapsakademien (IVA).